# Il battito delle sue ali
Il battito delle sue ali (The Beating of His Wings) è un romanzo fantastico distopico dello scrittore Paul Hoffman, pubblicato nel 2014, terzo e ultimo volume della trilogia La mano sinistra di Dio. È preceduto dai romanzi La mano sinistra di Dio (2010) e Le quattro cose ultime (2011).
Il romanzo è stato tradotto in almeno nove lingue.

## Trama
Nell'anno 143710 d.C. uno studioso di nome Paul Fahrenheit ha trovato, in un sito archeologico, una grande massa di carte, dalle quali ha tratto una trilogia completa. I primi due volumi, già tradotti e pubblicati da Fahrenheit, sono La mano sinistra di Dio (che è anche il titolo della trilogia) e Le quattro cose ultime. Ma, a proposito del terzo volume, Fahrenheit ha chiesto alla commissione competente di non rendere pubblico il contenuto, ritenendolo poco opportuno, perché appartenente a una civiltà terrestre di cui sono scomparse le tracce. Dal momento che questi antenati terrestri avrebbero anticipato le conquiste dell'attuale Umanità, arrivando a sbarcare sulla Luna 165000 anni prima, Fahrenheit ha posto il suo quesito e gli è stato risposto negativamente. Egli (che non utilizza il suo nome, ma quello della madre), ha l'obbligo di rendere noto anche il terzo volume della trilogia, a patto che all'inizio inserisca l'esito della richiesta alla commissione competente. Segue una perizia psichiatrica del protagonista Thomas Cale, ricoverato nell'ospedale di Cipro, quale ulteriore precauzione di Fahrenheit sulla veridicità del libro. Quindi si passa al testo che racconta le gesta di Cale in manicomio e quelle dei suoi amici Henri il Vago, Kleist e IdrisPukke.

## Edizioni in italiano
- Paul Hoffman, Il battito delle sue ali: romanzo, traduzione di Alessandro Storti, Nord, Milano 2014.
- Paul Hoffman, Il battito delle sue ali: romanzo, traduzione di Alessandro Storti, TEA, Milano 2016.
- Paul Hoffman, La trilogia della mano sinistra di Dio, TEA, Milano 2019.